# Saint-Maurice—Champlain
Pour les articles homonymes, voir Saint-Maurice et Champlain.
Circonscription électorale fédérale du Canada
Saint-Maurice—Champlain est une circonscription électorale fédérale au Québec (Canada).

## Géographie
Cette circonscription contient les MRC de Mékinac, Les Chenaux, l'agglomération de La Tuque ainsi que la ville de Shawinigan. Elle est formée de deux circonscriptions fusionnées en 2003, soient Saint-Maurice et Champlain.
La circonscription comprend:
- Les villes de Shawinigan, La Tuque, Saint-Tite et Trois-Rivières (partie)
- Les municipalités de Champlain, Batiscan, Sainte-Geneviève-de-Batiscan, Sainte-Anne-de-la-Pérade, Saint-Narcisse, Notre-Dame-du-Mont-Carmel, Sainte-Thècle, Notre-Dame-de-Montauban, Trois-Rives, La Bostonnais et Lac-Édouard
- Les municipalités de paroisse de Saint-Séverin, Saint-Roch-de-Mékinac, Hérouxville, Saint-Adelphe et Lac-aux-Sables
- La municipalité de village de Grandes-Piles
- Les réserves amérindienne de Wemotaci, Obedjiwan et Coucoucache
- Le parc national de la Mauricie

Les circonscriptions limitrophes sont Abitibi—Baie-James—Nunavik—Eeyou au nord-ouest, Roberval—Lac-Saint-Jean au nord-est, Portneuf—Jacques-Cartier à l'est, Trois-Rivières au sud, Berthier—Maskinongé au sud, Joliette au sud-ouest, Laurentides—Labelle au sud-ouest, Bas-Richelieu—Nicolet—Bécancour au sud et Pontiac au sud-ouest.
Le nom de la circonscription provient des anciens comtés de Saint-Maurice et de Champlain.

## Historique
La circonscription a été créée en 2003 à partir principalement des anciennes circonscriptions de Saint-Maurice et Champlain. Lors du redécoupage électoral de 2013, la circonscription s'est agrandie des secteurs de Sainte-Marthe-du-Cap et de Saint-Louis-de-France, précédemment dans la circonscription de Trois-Rivières.

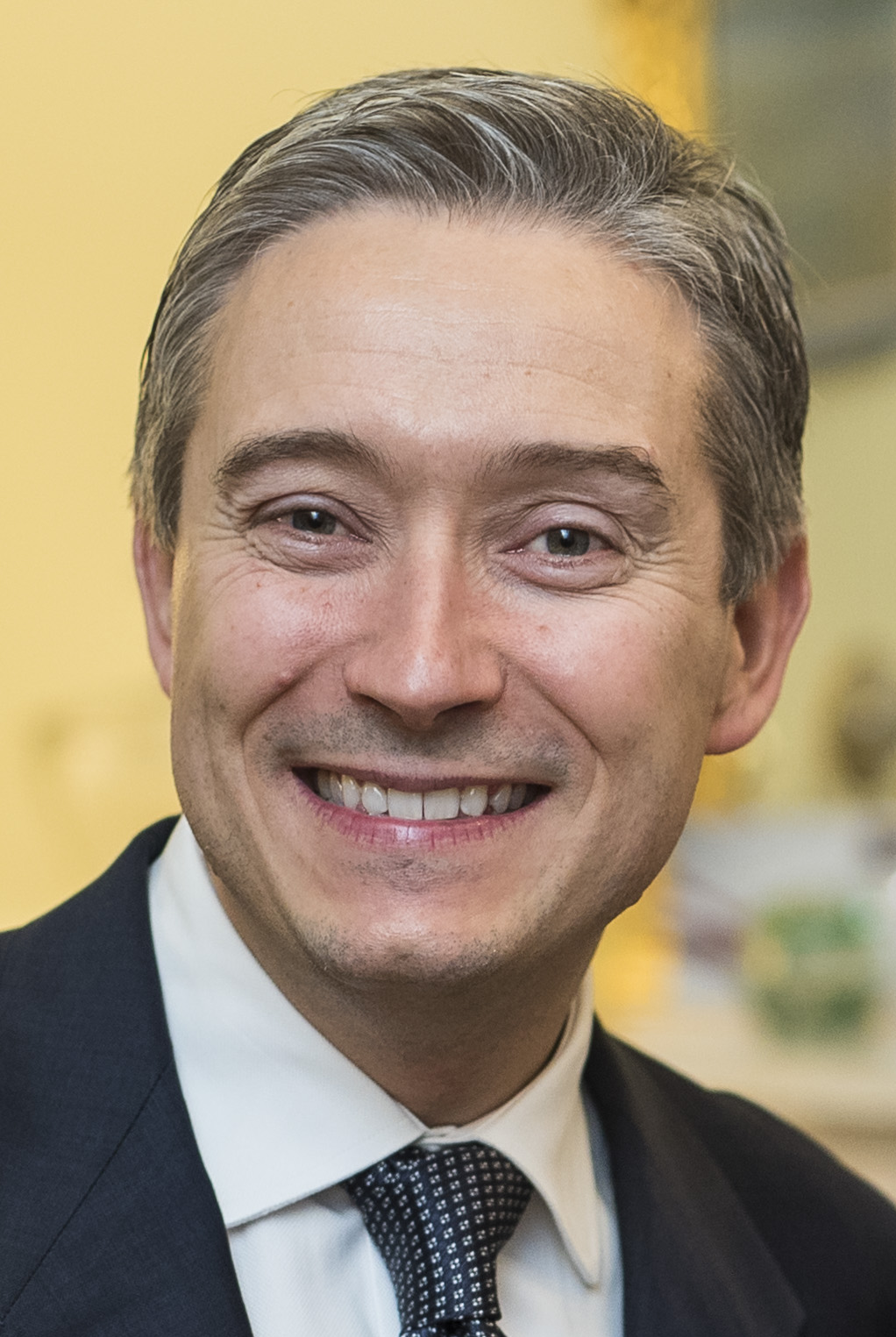
François-Philippe Champagne, député depuis 2015.

## Députés
| Législature                                                                                       | Années        | Député                      | Parti | Parti          |
| ------------------------------------------------------------------------------------------------- | ------------- | --------------------------- | ----- | -------------- |
| Saint-Maurice—Champlain issue de Saint-Maurice, Abitibi—Baie-James—Nunavik, Roberval et Champlain |               |                             |       |                |
| 38e                                                                                               | 2004–2006     | Marcel Gagnon               |       | Bloc québécois |
| 39e                                                                                               | 2006–2008     | Jean-Yves Laforest          |       | Bloc québécois |
| 40e                                                                                               | 2008–2011     | Jean-Yves Laforest          |       | Bloc québécois |
| 41e                                                                                               | 2011–2012     | Lise St-Denis               |       | Néo-démocrate  |
| 41e                                                                                               | 2012–2015     | Lise St-Denis               |       | Libéral        |
| 42e                                                                                               | 2015–2019     | François-Philippe Champagne |       | Libéral        |
| 43e                                                                                               | 2019–2021     | François-Philippe Champagne |       | Libéral        |
| 44e                                                                                               | 2021–2025     | François-Philippe Champagne |       | Libéral        |
| 45e                                                                                               | 2025–en cours | François-Philippe Champagne |       | Libéral        |

## Résultats électoraux

### Tendances

#### Répartition des voix obtenu par les principaux partis
|                                                                                            |
| - Parti libéral - Parti conservateur - NPD - Bloc québécois - Parti vert - Parti populaire |

### Résultats détaillés
|       | Candidat                    | Parti              | # de voix | % des voix |
|       | Jacques Grenier             | Conservateur       | +09 592,  | 16,27 %    |
|       | Sacki Carignan Deschamps    | Bloc québécois     | +11 295,  | 19,16 %    |
|       | François-Philippe Champagne | Libéral            | +24 475,  | 41,52 %    |
|       | Jean-Yves Tremblay          | NPD                | +12 245,  | 20,77 %    |
|       | Martial Toupin              | Vert               | +01 144,  | 1,94 %     |
|       | Jean-Paul Bédard            | Marxiste-léniniste | +00196,   | 0,33 %     |
| Total | Total                       | Total              | 58 947    | 100 %      |

|       | Candidat                     | Parti          | # de voix | % des voix |
|       | Jacques Grenier              | Conservateur   | +08 447,  | 17,72 %    |
|       | Jean-Yves Laforest (sortant) | Bloc québécois | +13 961,  | 29,28 %    |
|       | Yves Tousignant              | Libéral        | +05 670,  | 11,89 %    |
|       | Lise St-Denis                | NPD            | +18 628,  | 39,07 %    |
|       | Pierre Audette               | Vert           | +00972,   | 2,04 %     |
| Total | Total                        | Total          | 47 678    | 100 %      |

|                          | Nom                          | Parti politique          | Voix   | %       | Majorité |
| ------------------------ | ---------------------------- | ------------------------ | ------ | ------- | -------- |
|                          | Jean-Yves Laforest (sortant) | Bloc québécois           | 20 397 | 43,96 % | 9 314    |
|                          | Stéphane Roof                | Conservateur             | 11 083 | 23,89 % |          |
|                          | Ronald St-Onge Lynch         | Libéral                  | 9 755  | 21,02 % |          |
|                          | Anne Marie Aubert            | NPD                      | 3 601  | 7,76 %  |          |
|                          | Martial Toupin               | Vert                     | 1 562  | 3,37 %  |          |
| Total des votes valides  | Total des votes valides      | Total des votes valides  | 46 398 | 97,84 % |          |
| Total des votes rejetés  | Total des votes rejetés      | Total des votes rejetés  | 1 024  | 2,16 %  |          |
| Total des votes exprimés | Total des votes exprimés     | Total des votes exprimés | 47 422 | 59,25 % |          |
| Électeurs inscrits       | Électeurs inscrits           | Électeurs inscrits       | 80 032 |         |          |

|                          | Nom                      | Parti politique          | Voix   | %       | Majorité |
| ------------------------ | ------------------------ | ------------------------ | ------ | ------- | -------- |
|                          | Jean-Yves Laforest       | Bloc québécois           | 21 532 | 44,34 % | 5 504    |
|                          | Martial Toupin           | Conservateur             | 16 028 | 33,01 % |          |
|                          | Lucille Whissell         | Libéral                  | 5 612  | 11,56 % |          |
|                          | Claude Larocque          | NPD                      | 3 684  | 7,59 %  |          |
|                          | Pierre Audette           | Vert                     | 1 705  | 3,51 %  |          |
| Total des votes valides  | Total des votes valides  | Total des votes valides  | 48 561 | 98,04 % |          |
| Total des votes rejetés  | Total des votes rejetés  | Total des votes rejetés  | 973    | 1,96 %  |          |
| Total des votes exprimés | Total des votes exprimés | Total des votes exprimés | 49 534 | 61,95 % |          |
| Électeurs inscrits       | Électeurs inscrits       | Électeurs inscrits       | 79 959 |         |          |

|                          | Nom                      | Parti politique          | Voix   | %       | Majorité |
| ------------------------ | ------------------------ | ------------------------ | ------ | ------- | -------- |
|                          | Marcel Gagnon (sortant)  | Bloc québécois           | 25 918 | 55,29 % | 11 598   |
|                          | Marie-Ève Bilodeau       | Libéral                  | 14 320 | 30,55 % |          |
|                          | Martial Toupin           | Conservateur             | 4 129  | 8,81 %  |          |
|                          | Pierre J.C. Allard       | NPD                      | 1 104  | 2,36 %  |          |
|                          | Pierre Cayou Audette     | Vert                     | 855    | 1,82 %  |          |
|                          | Paul Giroux              | Parti marijuana          | 547    | 1,17 %  |          |
| Total des votes valides  | Total des votes valides  | Total des votes valides  | 46 873 | 97,16 % |          |
| Total des votes rejetés  | Total des votes rejetés  | Total des votes rejetés  | 1 372  | 2,84 %  |          |
| Total des votes exprimés | Total des votes exprimés | Total des votes exprimés | 48 245 | 60,16 % |          |
| Électeurs inscrits       | Électeurs inscrits       | Électeurs inscrits       | 80 188 |         |          |